# 정동진해돋이축제
정동진해돋이축제는 강원특별자치도 강릉시 강동면 정동진역의 정동역길 17에서 개최하는 신년 해맞이 축전이다.